# 문형배
문형배(文炯培, 1965년 2월 2일~)는 대한민국의 전 헌법재판관(2019. 4.~2025. 4.)이자 헌법재판소장 권한대행(2024.10.18~2025.4.18)이다.

## 생애
1965년 경상남도 하동군에서 태어났다. 대아고등학교를 졸업하고 서울대학교 법학과 4학년에 재학 중이던 1986년 제28회 사법시험에 합격해 사법연수원 18기를 수료했다.
1992년 부산지방법원 판사에 임용되어 1995년 3월 부산지방법원 동부지원, 1998년 2월 부산고등법원, 2001년 2월 부산지방법원에서 판사를 거쳐 2004년 2월 부장판사로 승진하여 창원지방법원, 2007년 2월 부산지방법원, 2012년
2월 부산고등법원, 2014년 4월 부산고등법원 창원재판부에서 재판장을 역임하였다. 법원 노동법 커뮤니티에 가입해 활동했으며 2008년 11월에 진보성향의 법관 모임인 우리법연구회 회장에 선출되었다.
2011년 2월에 지역사회에서 강연하거나 자원봉사단체를 결성해 봉사활동을 했던 창원지방법원 진주지원장을 하면서 법원행정 경험이 있는 문형배는 "부산고등법원에서 재판장으로 재직하며 산업재해의 인정 범위를 넓히고 부당해고 확정판결로 인한 복직을 회피하기 위해 회사를 해산하고 사업을 관계회사에 이전한 사안에서 법인격 남용을 인정했으며 정리해고 요건인 경영상의 필요를 엄격히 해석해 근로자의 권익을 보호하면서도 사용자와 근로자의 균형잡힌 판결을 하고 있다"고 평가한 대법원에 의해 2016년 2월에 법원장으로 승진되어 부산가정법원에서 법원장을 하였으며 2년동안 재직한 이후인 2018년 2월부터 부산고등법원에서 부장판사를 하였다.
2005년 8월 공직선거법 위반으로 기소된 김정부의원이 재판에 출석하지 않고 버티자 문형배는 선고에 앞서 "고대 그리스 시절 철학자 소크라테스가 반민주주의자 등 이유로 감옥에 잡혀 있을 때 친구 크리톤의 권유에도 탈옥하지 않았다"며 "소크라테스 자신이 죄가 없으니 죽어 지옥에 가서라도 무죄를 입증하겠다는 결의한 의지도 내포하고 있다"고 하면서 "피고인이 자신이 죄가 없다고 생각한다면 당연히 재판에 출석해 결백함을 입증해 보여야 한다"고 말했다.
2006년 7월 12일에는 자신의 처지를 비관해 집에 불을 지르려 한 혐의로 기소된 황모(33)씨에게 현주건조물 방화미수죄를 적용해 징역 10월에 집행유예 2년을 선고하면서  중국 작가 탄줘잉의 에세이집인 '살아있는 동안 꼭 해야 할 49가지'이라는 책을 줬다.
2007년 2월 7일에는 자살하기 위해 여관방에 불을 질렀다가 체포된 피고인에게 "자살, 자살, 자살을 열 번만 연이어 붙여서 외쳐보라"고 시키고선 곧 이어 "피고가 외친 자살이 우리에겐 살자로 들린다"며 "30대 초반의 젊은 나이에 죽으려고 하는 것은 옳지 않다"고 하면서 "자살이 살자가 되는 것처럼, 때로는 죽으려고 하는 이유가 살아가는 이유가 되기도 한다"고 했다.
2010년에는 주요 시국 사건에 대한 무죄 판결로 진보성향 판사 모임인 우리법연구회에 대해 보수 진영의 공격을 받으면서 한 판사가 "잘못하면 법관들이 사사로이 모여 세력화할 염려가 있다는 우려와 오해를 불러일으킬 수 있다"며 "대법원이 우리법연구회의 목적과 활동을 조사해 염려의 소지가 있다면 해체를 권해야 한다"고 하자 우리법연구회 회장을 지낸 문형배는 "우리법연구회는 법원 내부통신망인 코트넷에 학술단체로 등록돼 있다. 올해 회원 명단이 첨부된 논문집 6집이 발간되면 학술연구단체의 성격이 더욱 분명해질 것이다"라며 반박했다.
2019년 3월 20일 문재인 대통령에 의해 조용호 재판관의 후임으로 임기 6년의 헌법재판소 재판관 후보자가 되었고, 4월 19일 문재인 대통령이 임명을 재가했다.

## 학력
- 1980년, 하동군 소재 북천중학교(北川中學校) 제7회 졸업[7]
- 1983년, 진주시 소재 대아고등학교(大亞高等學校) 제15회 졸업
- 1987년, 서울대학교 법과대학 사법학과 학사

## 경력
- 2024.10.~2025.04. 헌법재판소장 권한대행
- 2019.04.~2025.04. 헌법재판소 헌법재판관
- 2019.02.~2019.04. 부산고등법원 수석부장판사
- 2018.02.~2019.02. 부산고등법원 부장판사
- 2016.02.~2018.02. 부산가정법원 법원장

## 판결
| - 창원지방법원 제3형사부 재판장으로 재직하던 2005년 6월 29일에 창원 시의회 의장단 선거과정에서 부인을 통해 동료의원에게 뇌물을 건넨 혐의로 불구속 기소된 배영우 의장에 대해 "뇌물로 공직사회를 혼탁하게 만들고도 반성하는 기미가 없고 도주우려 등이 있다"는 이유로 징역1년을 선고하고 법정구속하면서 자기앞수표 10매(1000만원)를 몰수했다. 8월 2일에 한나라당 김정부 의원의 부인 정모(61)씨에 대해 " "피고인 측이 선거브로커 등에 대해 돈을 떼이거나 빌려준 것이라고 주장하고 있지만, 5천9백만원을 건넨 것은 정황이 확실히 인정되며, 자금규모나 금전 제공 수법 등을 종합해 볼 때, 금권선거의 완결판이라고 볼 수 있다"며 징역 2년형이 선고했다. 8월 10일에 인사청탁 대가로 공무원으로부터 금품 2000만원을 받은 혐의로 불구속 기소된 황철곤 마산시장에게 "공무원 김모씨로부터 뇌물을 받았다는 시기가 특정하지 않고 김씨의 진술이 수시로 번복된데다 자금 출처마저 불분명해 유죄로 보기 어렵다"며 무죄를 선고했다. 8월 31일에 2004년 5월 창녕군이 발주한 공설운동장 인조잔디 설치공사와 관련하여 자신의 회사제품을 납품할 것을 부탁받은 선모씨로부터 1천만원을 받았다가 뒤에 돌려주고 2002년 9월 성모(67)씨로부터 골재채취사업을 잘 부탁한다는 명목으로 500만원을 받았다가 한 달 뒤 돌려준 김종규 창녕군수에 대해 "돈을 받은 후 돌려주기는 했으나 받은 즉시 돌려준 것이 아니라, 언론보도나 사업 탈락 이후 돌려준 것으로 보여 뇌물수수 의사가 있었던 것으로 보인다"며 징역 2년6월 추징금 1천500만원을 선고하면서 법정구속했으며, 피고인에게 1억원을 줬다가 돌려받은 노모씨에게는 징역10월에 집행유예2년과 추징금 1억원, 1천만 원을 줬다가 돌려받은 선모씨에게는 징역6월 집행유예2년을 선고했다. 12월 9일에 하수도 설비관련 업자로부터 문제를 제기하지 않는다는 조건으로 1억 4천만원의 뇌물을 받은 혐의로 구속 기소된 경상남도 마산 시의회 김모 시의원과 박모씨에 대한 선고공판에서 뇌물수수죄를 적용해 각각 징역 5년을 선고하면서 추징금 7천만원을 부과했다. 10월 12일에 공무원 쟁의행위의 찬반투표와 불법집회를 주도한 혐의로 불구속기소된 김영길 전국공무원노조 위원장에게 "공무원 신분이 아닌데도 지방공무원법을 적용한 것은 잘못이라는 주장을 하지만 공무원 신분을 가진 사람의 공범이어서 관련법 적용에는 문제가 없으며 또 한총련 학생들과 공모하지 않았다고 주장하지만 유죄를 인정한 대법원 판례가 두 차례 있었고 현장에서 암묵적으로 상통한 것도 공모에 해당된다"고 하면서 징역 1년6월 집행유예2년을 선고했다. 2006년 1월 4일에 건설회사 재건축 아파트 조합원과 일반인 중도금 75억여원을 몰래 인출,도주한 혐의로 구속 기소된 안모(39)씨에게 특정경제범죄가중처벌법 위반(횡령)죄를 적용하여 징역 4년을 선고했다. |
| - 창원지방법원 제2형사부 재판장으로 재직하던 2006년 3월 15일에 음주상태에서 운전을 하다 보행자를 치어 전치 10주의 상처를 입힌 혐의로 불구속 기소되어 1심에서 징역 6월을 선고받은 노모(31) 씨에 대한 항소심 선고공판에서 원심 판결을 깨고 징역 6월 집행유예 2년과 함께 "교통사고로 장애를 입은 사람들을 대상으로 160시간의 사회봉사를 하라"고 선고했다. 3월 22일에 회삿돈 22억7300만원을 빼돌렸다가 구속 기소된 창원공단 한 업체의 김모(53) 총무이사에게 징역 3년6월을 선고하고 빼돌린 22억7300만원을 배상하라고 명령했다. |
| - 부산지방법원 행정2부 재판장으로 재직하던 2010년 5월 7일에 민주노총 부산지역본부가 "경찰의 집회행진 금지 통고가 부당하다"며 부산경찰청장과 부산남부경찰서장을 상대로 낸 옥외집회금지통고처분 취소 소송 선고에서 "경찰은 서면교차로로 향하는 거리 행진을 금지한 통고를 취소하라"고 하면서도 "부산 수영구 한나라당사 앞에서 경성대학교 앞으로 이어지는 거리행진을 불허한 남부경찰서의 조치에 대한 원고의 청구는 기각한다"고 했다. 12월 10일에 환경단체 회원 등 시민 1천800여 명이 국토해양부 장관과 부산지방국토관리청장 등을 상대로 낸 낙동강 하천공사시행계획 취소 소송에서 "원고들이 제출한 증거만으로는 피고들이 대운하 사업을 계획하고 있다고 인정하기에 부족하고, 홍수 예방과 수자원 확보라는 사업 목적의 정당성이 인정된다"며 "사업 수단의 유용성이 인정되는 만큼 시행에 따른 문제점이 인정된다 하더라도 사업 시행의 계속 여부나 그 범위를 판단하기는 어렵다"는 이유로 원고 패소 판결하면서 집행정지 신청을 기각했다. |
| 2024헌나8 - 대통령(윤석열) 탄핵 - 인용 (인용8:기각0:각하0) - 2024헌나8 대통령(윤석열) 탄핵 사건에 대한 선고를 2025년 4월 4일 오전 11시 22분에 내렸다. △계엄 선포에 관한 판단 △국회에 대한 군경 투입에 관한 판단 △포고령 발령에 관한 판단 △중앙선관위에 대한 압수․수색에 관한 판단 △법조인에 대한 위치 확인 시도에 관한 판단 등을 통하여 윤석열 대통령 탄핵소추를 만장일치로 인용하였으며 '피청구인 대통령 윤석열을 파면한다.'라고 주문했다. |